# الک گرو ویلیج (ایلینوی)
الک گرو ویلیج (به انگلیسی: Elk Grove Village) یک منطقهٔ مسکونی در ایالات متحده آمریکا است که در ایلینوی واقع شده‌است. الک گرو ویلیج ۲۹٫۷۹ کیلومتر مربع مساحت و ۳۳٬۱۲۷ نفر جمعیت دارد.

## خواهرخوانده
شهر ترمینی ایمرزه خواهرخواندهٔ الک گرو ویلیج، ایلینوی هست.